# بريان تيري هنري
بريان تيري هنري (بالإنجليزية: Brian Tyree Henry)‏ هو ممثل أمريكي، ولد في 31 مارس 1982.
1. ↑  Brown، Emma (7 سبتمبر 2016). "Discovery: Brian Tyree Henry". Interview. Brant Publications. مؤرشف من الأصل في 2016-09-08. اطلع عليه بتاريخ 2016-09-15.
2. ↑  Fitz-Gerald، Sean (6 سبتمبر 2016). "Who Plays Paper Boi The Rapper on 'Atlanta'?". Thrillist. مؤرشف من الأصل في 2020-08-18. اطلع عليه بتاريخ 2017-06-28.
3. ↑  FamilySearch.org نسخة محفوظة 25 أكتوبر 2021 على موقع واي باك مشين.

## وصلات خارجية
- بريان تيري هنري على موقع IMDb (الإنجليزية)
- بريان تيري هنري على موقع روتن توميتوز (الإنجليزية)
- بريان تيري هنري على موقع ألو سيني (الفرنسية)
- بريان تيري هنري على موقع ميوزك برينز (الإنجليزية)
- بريان تيري هنري على موقع قاعدة بيانات برودواي على الإنترنت (الإنجليزية)
- بريان تيري هنري على موقع قاعدة بيانات الأفلام السويدية (السويدية)
- بريان تيري هنري على موقع قاعدة بيانات الفيلم (الإنجليزية)